# 邦妮·赖特
邦妮·弗蘭契斯卡·萊特（英語：Bonnie Francesca Wright，1991年2月17日—），是一位英國女演員、模特、導演和活動家。知名於《哈利波特》系列電影中的角色金妮·衛斯理。

## 電視、電影作品
- 《哈利波特：神祕的魔法石》
- 《哈利波特：消失的密室》
- 《Stranded》
- 《Agatha Christie: A Life in Pictures》
- 《哈利波特：阿玆卡班的逃犯》
- 《哈利波特：火盃的考驗》
- 《哈利波特：鳳凰會的密令》
- 《哈利波特：混血王子的背叛》
- 《哈利波特：死神的聖物Ⅰ》
- 《哈利波特：死神的聖物Ⅱ》

## 外部連結
- 邦妮·赖特在互联网电影资料库（IMDb）上的資料（英文）
- 邦妮·赖特的X（前Twitter）

- 邦妮·萊特的Instagram帳戶